# 12 Gold Bars Vol.II
Albums de Status Quo
Live at the N.E.C.
(1984) In the Army Now
(1986)
Compilations de Status Quo
From the Makers of
(1982) Rocking All Over the Years
(1990)
Singles
1. The Wanderer
Sortie : 19 octobre 1984

12 Gold Bars Vol.II est un album de compilation du groupe de rock anglais, Status Quo. Il est sorti le  23 novembre 1984 sur le label Vertigo Records.

## Présentation
Cette compilation regroupe tous les hits britanniques du groupe sur la période de 1980 et 1984. Sa sortie sera précédée par un nouveau single, The Wanderer, une reprise du chanteur américain Dion. Cette chanson sera la dernière que le bassiste et membre fondateur du groupe, Alan Lancaster, enregistra avec Status Quo, il quittera le groupe en 1985.
Cette compilation se classa à la 12e place des charts britanniques et sera certifié disque d'or au Royaume-Uni. The Wanderer atteindra la 7e place du classement des singles.

## Liste des titres

### Face 1
| No | Titre                                    | Auteur                         | De l’album            | Durée |
| -- | ---------------------------------------- | ------------------------------ | --------------------- | ----- |
| 1. | What You're Proposing (UK # 2)           | Francis Rossi, Bernie Frost    | Just Supposin' (1980) | 4:13  |
| 2. | Lies (UK # 11)                           | Rossi, Frost                   | Just Supposin'        | 3:56  |
| 3. | Somethin' 'Bout You Baby I Like (UK # 9) | Richard Supa                   | Never Too Late (1981) | 2:48  |
| 4. | Don't Drive My Car (UK # 11)             | Rick Parfitt, Andy Bown        | Just Supposin'        | 4:12  |
| 5. | Dear John (UK # 10)                      | Jackie McAuley, John Gustafson | 1+9+8+2 (1982)        | 3:11  |
| 6. | Rock 'n' Roll (UK # 8)                   | Rossi, Frost                   | Just Supposin'        | 4:04  |

### Face 2
| No  | Titre                                   | Auteur                     | De l’album                | Durée |
| --- | --------------------------------------- | -------------------------- | ------------------------- | ----- |
| 7.  | Ol' Rag Blues (UK # 9)                  | Alan Lancaster, Keith Lamb | Back to Back (1983)       | 2:48  |
| 8.  | A Mess of Blues (UK # 15)               | Doc Pomus, Mort Shuman     | Back to Back              | 3:18  |
| 9.  | Marguerita Time (UK # 3)                | Rossi, Frost               | Back to Back              | 3:28  |
| 10. | Going Down Town Tonight (Uk # 20)       | Guy Johnson                | Back to Back              | 3:36  |
| 11. | The Wanderer (UK # 7)                   | Ernie Maresca              | Single (1984)             | 3:30  |
| 12. | Caroline (live at the N.E.C.) (UK # 13) | Rossi, Bob Young           | Live at the N.E.C. (1982) | 4:58  |

## Musiciens
- Francis Rossi: guitare solo, chant
- Rick Parfitt: guitare rythmique, chant
- Alan Lancaster: basse, chant
- John Coghlan: batterie sur les titres 1, 2, 3, 4 & 6
- Andy Bown: claviers, chœurs
- Pete Kircher: batterie sur les titres 5, 7, 8, 9, 10, 11 & 12

## Charts & certification

### Album
Chart
| Pays                          | Durée du classement | Meilleur classement | Date            |
| ----------------------------- | ------------------- | ------------------- | --------------- |
| Royaume-Uni (UK Albums Chart) | 18 semaines         | 12e                 | 9 décembre 1984 |

Certification
| Pays        | Certification | Ventes    | Date             |
| ----------- | ------------- | --------- | ---------------- |
| Royaume-Uni | Or            | 100 000 + | 26 novembre 1984 |

### Single
| Single       | Chart                 | Durée du classement | Position | Date             |
| ------------ | --------------------- | ------------------- | -------- | ---------------- |
| The Wanderer | (UK Singles Chart)    | 11 semaines         | 7e       | 28 octobre 1984  |
| The Wanderer | (V) (Ultratop)        | 7 semaines          | 9e       | 15 décembre 1984 |
| The Wanderer | (IRMA)                | 5 semaines          | 3e       | 11 novembre 1984 |
| The Wanderer | (Single Top 100)      | 11 semaines         | 6e       | 8 décembre 1984  |
| The Wanderer | (Schweizer Hitparade) | 8 semaines          | 10e      | 6 janvier 1985   |